# Westerkerk (Enkhuizen)

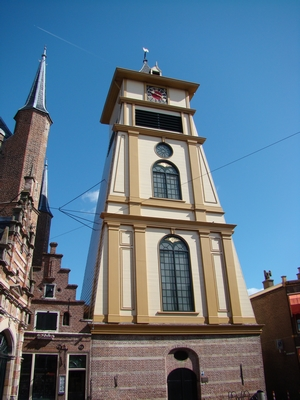
Turm der Westerkerk in Enkhuizen

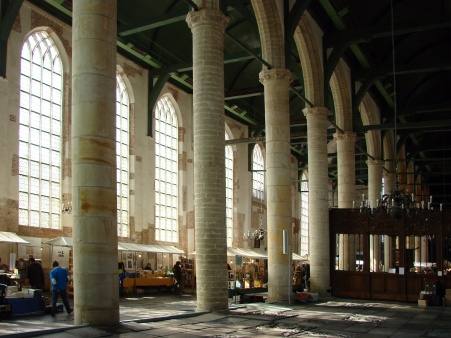
Innenansicht der Westerkerk

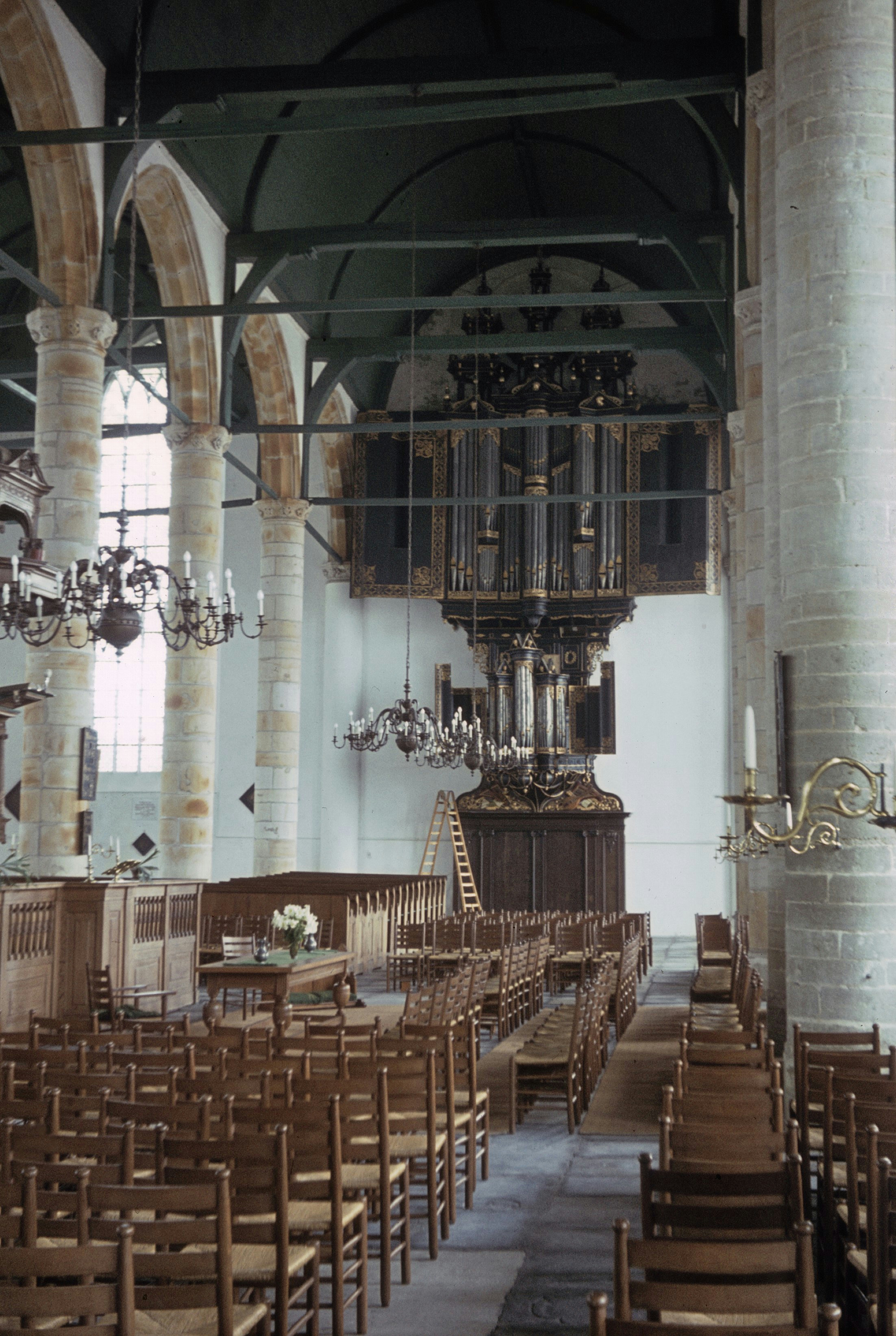
Innenansicht mit Orgel nach Westen

Die Wester- oder Sint Gommaruskerk ist eine Kulturkirche in der niederländischen Stadt Enkhuizen aus dem 15. Jahrhundert. Das Gotteshaus ist seit dem Jahr 1966 als Rijksmonument eingestuft und wurde in eine Stiftung überführt. Auch der freistehende Glockenturm ist als Rijksmonument denkmalgeschützt.

## Geschichte
Die Westerkerk wurde um 1470 als dreischiffige Kirche (hallenkerk) gebaut. Bis zur Reformation war die Kirche eine dem heiligen Gummarus von Lier geweihte Kirche. Nach der Reformation, die in Enkhuizen 1572 vollzogen wurde, übernahm die Nederduitse Gereformeerde Kerk die Kirche. Fortan hieß sie „Westerkerk“. Bis in die 1990er Jahre war sie die Sommerkirche der Niederländisch-Reformierten Kirche (Nederlands Hervormde Kerk) in Enkhuizen. Heute dient sie als Kulturzentrum und zählt zu den Top 100 der niederländischen Kulturdenkmäler.

## Glockenhaus und Glocken
Die hölzerne Glockenhaus mit dem Glockenstuhl entstand 1509. Am Chorbereich wurde noch um die Mitte des 16. Jahrhunderts gebaut. Ein eigentlicher Turm war ursprünglich an der Westseite der Kirche geplant, wurde aber nie realisiert. Die von Geert van Wou gegossene Glocke aus dem Jahr 1509 mit dem Namen „Salvator“ war zu schwer für diesen Holzkern und wurde auf den Zuider-Turm (auch Sint-Pancras-Turm genannt) verlegt. Eine kleinere Glocke aus dem mittelalterlichen Glockenspiel der Zuidertoren wurde an ihrer Stelle aufgehängt, aber später als Stundenschlag in die Drommedaris verlegt. Heute hängt die Läuteglocke von Geert van Wou in der Versammlungskirche (Ontmoetingskerk) in der Klopperstraat. In das Glockenhaus wurde eine Läuteglocke aus der Enkhuizen-Gießerei von Anthony Wilkes gehängt. Noch heute vorhanden, zusammen mit einem unsignierten kleineren, der die halben Stunden anzeigt.

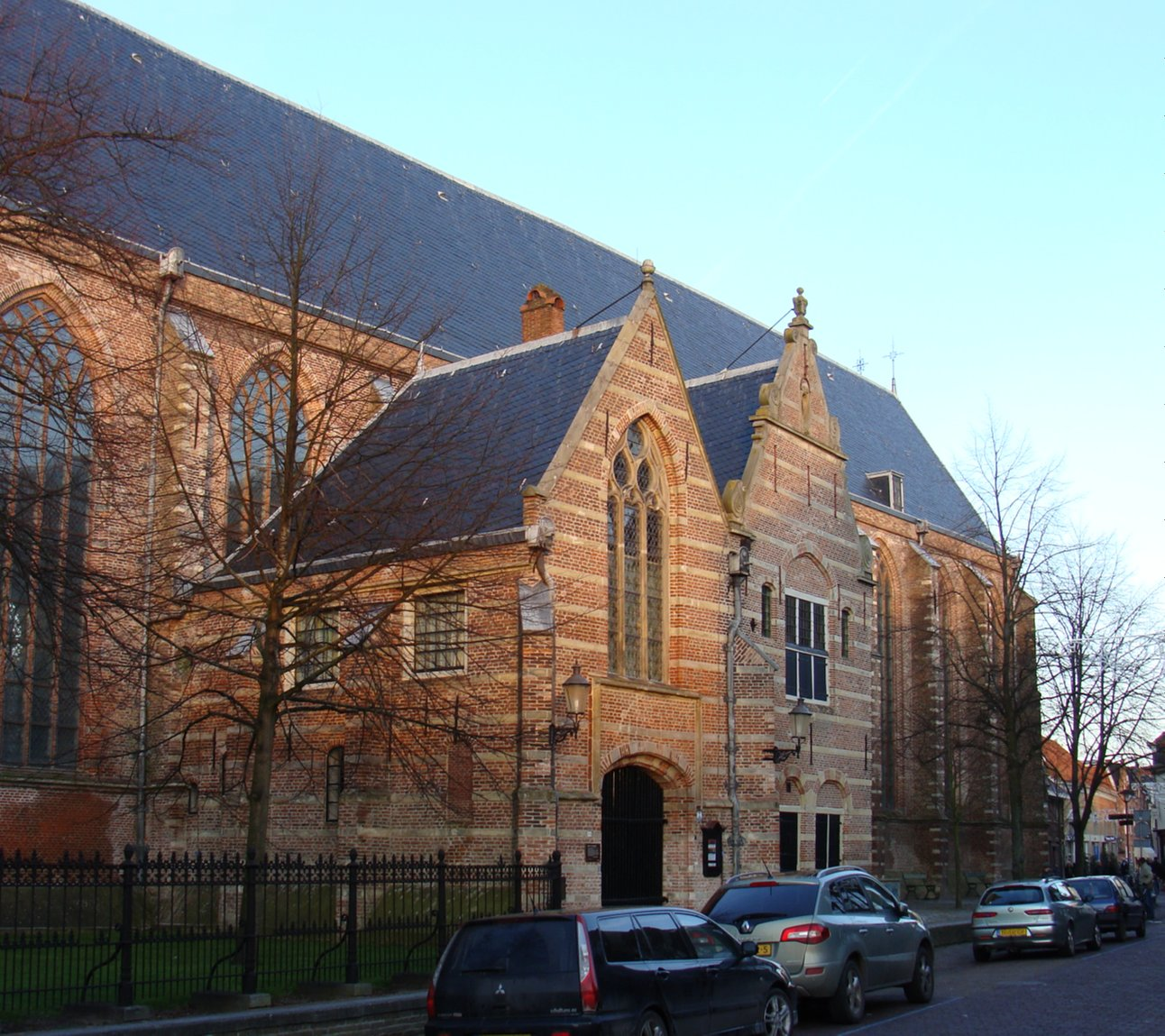
Südfassade der Westerkerk mit einem Eingangsportal links, darüber der Kerkenraadskamer und rechts darüber die Librije.
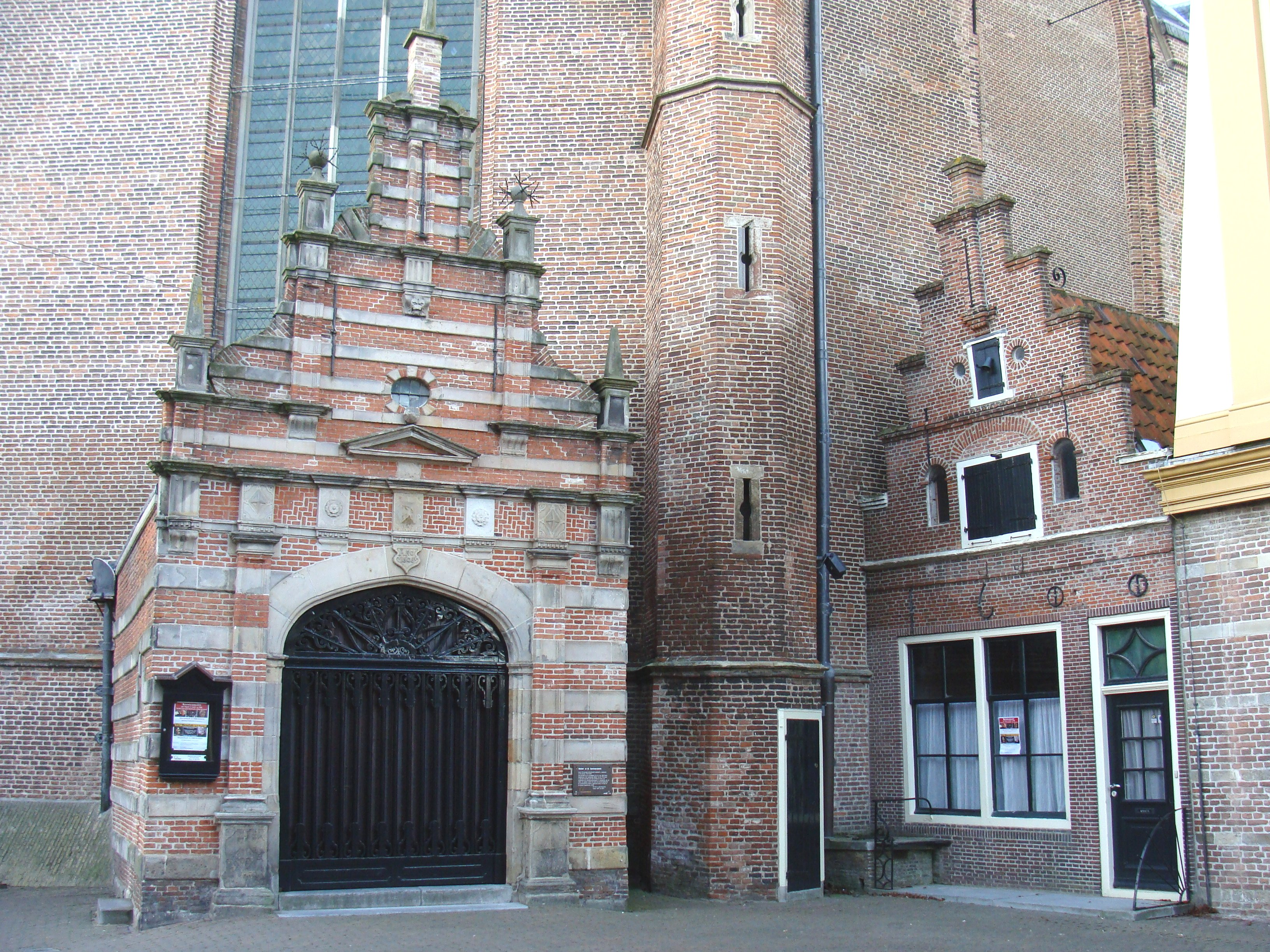
Ostportal mit ehemaligem Mesnerhaus der Westerkerk in Enkhuizen

## Orgel
Das prächtige Orgelgehäuse stammt aus dem Jahr 1549 und wurde wahrscheinlich von dem Orgelbauer Hendrik Niehoff und dem Schreiner Adriaan Schalcken und seinem Sohn Jan gebaut. Das Instrument verfügte über drei Manuale und Pedal und war vermutlich ähnlich disponiert wie die Orgel, die Niehoff 1539–1545 in der Amsterdamer Oude Kerk baute. Die heutigen Prospektpfeifen stammen von Roelof und seinem Sohn Johannes Duyschot, die 1679–1683 unter Verwendung von viel altem Pfeifenmaterial von Niehoff ein neues Werk im alten Gehäuse schufen, das 1899 von Steenkuyl und Recourt ersetzt wurde. 2003 wurde das Instrument von Flentrop Orgelbouw (Zaandam) zerlegt. 2010–2011 folgte die Restaurierung des Gehäuses zusammen mit den 111 Duyschot-Prospektpfeifen durch dieselbe Firma. Im historischen Gehäuse wird seit 2021 an einem neuen und passenderen Orgelwerk gearbeitet. Das Innenwerk von Steenkuyl und Recourt von 1899 erhielt einen anderen Bestimmungsort auf der ehemaligen Insel Urk, wo die Orgelmakerij Boogaard damit eine neue Orgel baute.
Im Jahr 2018 wurden drei niederländische Orgelbauer in einer Ausschreibung aufgefordert, einen Plan für eine neue Orgel im alten Niehoff-Schalcken-Gehäuse unter Verwendung der Duyschot-Prospektpfeifen zu erstellen. Ausgewählt wurde der Entwurf der Firma Verschueren Orgelbouw aus Ittervoort. In einem ersten Bauabschnitt wurde das Oberwerk mit Traktur, Klaviaturen und Balg erstellt und von Ton Koopman am 16. Oktober 2021, am 400. Todestag von Jan Pieterszoon Sweelinck, mit einem Konzert in Gebrauch genommen. Das Hauptwerk und Pedalwerk wurden 2024 fertiggestellt.
Disposition der Duyschot-Verschueren-Orgel:
| I Rugpositief CDE–d3 |       |
| Prestant             | 8′    |
| Quintadeen           | 8′    |
| Oktaaf               | 4′    |
| Roerfluit            | 4′    |
| Oktaaff              | 2′    |
| Sifflet              | 1 ⁄3′ |
| Sexquialter II       |       |
| Mixtuur III–IV       |       |
| Kromhoorn            | 8′    |

| II Hoofdwerk C–d3 |       |
| Prestant          | 16′   |
| Oktaaf            | 8′    |
| Holpijp           | 8′    |
| Oktaaff           | 4′    |
| Superoktaaf       | 2′    |
| Ruispijp          | II–IV |
| Mixtuur III–IV *) |       |
| Scherp III        |       |

| III Bovenwerk C–d3 |       |
| Prestant           | 8′    |
| Roerfluit          | 8′    |
| Viola da Gamba     | 8′    |
| Oktaaf             | 4′    |
| Open fluit         | 4′    |
| Nasard             | 2 ⁄3″ |
| Gemshoorn          | 2′    |
| Sifflet            | 1′    |
| Mixtuur IV         |       |
| Cornet IV          |       |
| Trompet            | 8′    |
| Vox Humana         | 8′    |

| Pedaal C–d1 |       |
| Subbas      | 16′   |
| Oktaaf      | 8′    |
| Roer-Quint  | 5 1⁄3 |
| Oktaaf      | 4′    |
| Bastrompet  | 16′   |
| Trompet     | 8′    |

- mechanische Traktur
- Normalkoppeln
- Klavierteilung in Bass und Diskant
- Tremulant
- Stimmung nach J. H. Lambert
- Nachtegaal